# 黑人无政府主义

黑人无政府主义代表旗

黑人无政府主义（英語：Black anarchism），又称新非洲无政府主义或黑豹无政府主义，是美国黑人民权运动和无政府主义中的一种反权威和反种族主义的流派。它的特点是对不同形式压迫的交叉分析，对威权社会主义和以欧洲为中心的无政府主义持怀疑态度，并提倡居民組織、武装自卫和革命黑人民族主义。